# Brevipalpus salviae
Brevipalpus salviae är en spindeldjursart som beskrevs av McGregor 1949. Brevipalpus salviae ingår i släktet Brevipalpus och familjen Tenuipalpidae. Inga underarter finns listade.